# 聖阿古斯丁阿卡薩瓜斯特蘭
聖阿古斯丁阿卡薩瓜斯特蘭（西班牙語：San Agustín Acasaguastlán），是危地馬拉的城鎮，位於該國東部，由普羅格雷索省負責管轄，面積358平方公里，海拔高度297米，2002年人口34,343，人口密度每平方公里95.93人。
14°57′N 89°58′W / 14.950°N 89.967°W